# Grønnøya
Grønnøya (inoffiziell auch Grønøy oder Grønøya) ist eine Insel in der norwegischen Kommune Meløy in der Provinz (Fylke) Nordland. Im Jahr 2020 lebten dort etwa 100 Personen.

## Lage
Die Insel liegt nördlich der Insel Åmøya, von der sie durch die Meerenge Åmnessundet getrennt ist. Im Norden der Grønnøy liegt auf der gegenüberliegenden Seite des Meløyfjords die Insel Meløya. Im Osten liegt das sich auf dem norwegischen Festland befindliche Gebiet der Kommune Meløy, dazwischen befinden sich einige kleinere Inseln. Der höchste Punkt ist die Erhebung Storvarden mit 104 moh. Größere Gebiete der Insel sind Moorflächen.

## Verkehr
Über Brücken ist die Grønnøy über den Fylkesvei 7430 sowohl mit dem Festland, als auch mit der Insel Åmøya verbunden.
Im 18. Jahrhundert wurde die Insel ein wichtiger Bestandteil des Handelswesen in der Region Helgeland. Später ging dieser Status verloren.